# Никольск (Пировский район)
Никольск — упразднённая деревня в Пировском районе Красноярского края в составе Бушуйского сельсовета. Упразднена в 2021 г.

## География
Находится примерно в 36 километрах по прямой на юг-юго-запад от районного центра села Пировское.

## Климат
Климат в районе резко континентальный. Самый теплый месяц — июль, со средней температурой +17,8 °С, с абсолютным максимумом +34,6 °С. Самый холодный месяц — январь: средняя температура составляет −20,1 °С, абсолютный минимум −52,5 °С.

## История
Основана в 1910 году. Название деревни неоднократно менялось: Никольская, Усть-Бушуй или Краноборская. В 1926 году учтено было 105 жителей, преимущественно русских. В советское время работал колхоз «Красный Бор».

## Население
| 2010 |
| ---- |
| 0    |

Постоянное население составляло 1 человек в 2002 году (100 % русские), 0 в 2010.